# 雷代亞鄉
44°4′N 24°18′E / 44.067°N 24.300°E
雷代亞鄉（羅馬尼亞語：Comuna Redea, Olt），是羅馬尼亞的鄉份，位於該國南部，由奧爾特縣負責管轄，處於布加勒斯特以西150公里，每年平均降雨量882毫米，海拔高度122米，2007年人口2,970。

## 友好城市
- 法國 圣但尼莱布尔